# 우치코정
우치코정(일본어: 内子町)은 일본 에히메현 난요 지방에 있는 기타군의 정이다.

## 지리
에히메현의 거의 중앙, 마쓰야마시에서 약 40km 남서쪽에 위치하고 있으며 평지는 오다강을 따라 열려 있고 구 우치코정 중심부에서는 시가지도 볼 수 있다. 구 우치코정에서 상류는 계곡에 취락이 점재하고 있다.

### 인접한 자치체
- 오즈시
- 세이요시
- 이요시
- 가미우케나군 구마코겐정
- 이요군 도베정

## 역사
예전에는 오즈번 또는 니야번령이었다. 2005년 1월 1일에 기타군 우치코정, 이카자키정, 가미우케나군 오다정이 신설 합병해 새로운 기타군 우치코정이 되었다.

## 경제
전형적인 산간 마을로 농업이 주요 산업이며 2차 산업은 건설업과 관계된 것이 중심이다. 번정기에는 목랍, 와지(일본 종이) 등의 생산으로 번창하였고 흰 벽의 상점 거리가 남아 있다. 이 때문에 이것들을 살린 관광 산업과 그린 투어리즘이 진행되고 있다.

## 교통

### 철도
- 시코쿠 여객철도
  - 요산선
  - 우치코선

### 도로
- 마쓰야마 자동차도
- 국도 56호선
- 국도 379호선
- 국도 380호선